# دوره پنجم مجلس شورای ملی
پنجمین  مجلس شورای ملی در ۲۲ دلو ۱۳۰۲ شمسی (۵ رجب ۱۳۴۲ قمری) با نطق ولیعهد محمدحسن میرزا بازگشایی شد. در این دوره بود که سلطنت قاجاریه منحل شد و مجلس مؤسسان سلطنت را به رضا خان داد. مجلس پنجم در تاریخ ۲۲ بهمن ۱۳۰۴ شمسی (۲۷ رجب ۱۳۴۴ قمری) پایان پذیرفت.
تغییر دستگاه تاریخ رسمی ایران از هجری شمسی برجی به تقویم رسمی فعلی ایران در ۱۱ فروردین ۱۳۰۴ در این دورهٔ مجلس تصویب شد.

## تغییر سلطنت از قاجار به پهلوی
مهم‌ترین رخدادی که در دورۀ پنجم مجلس شورای ملی اتفاق افتاد تغییر سلطنت از خاندان قاجار به خاندان پهلوی بود. نمایندگان مجلس پنجم شورای ملی در روز ۹ آبان ۱۳۰۴ خورشیدی ماده واحده‌ای را مطرح کردند که به موجب آن احمدشاه آخرین پادشاه قاجار از سلطنت خلع شد و حکومت موقت «در حدود قانون اساسی و قوانین موضوعه مملکتی به شخص آقای رضاخان پهلوی» سپرده شد و «تعیین تکلیف حکومت قطعی» به مجلس مؤسسان واگذار شد. اغلب نمایندگان شهر تهران (که بر خلاف سایر شهرها در فرایندی نسبتاً دموکراتیک انتخاب می‌شدند) با این تغییر مخالفت نمودند. سپس با تشکیل یک مجلس مؤسسان، در ۲۱ آذر ۱۳۰۴، سلطنت ایران به «آقای رضا پهلوی» واگذار شد.